# Коштугская волость
Коштугская во́лость — волость в составе Вытегорского уезда Олонецкой губернии Российской Империи, РСФСР. Волостное правление располагалось в селении Марковская (Ортева).
В настоящее время территория Коштугской волости относится в основном к Вытегорскому району Вологодской области.

## История
В ходе реформы административно-территориального деления СССР в 1927 году волость была упразднена.

## Состав
В состав волости входили сельские общества, включающие 60 деревень:
- Ежезерское общество
- Коштугское общество
- Куштозерское общество
- Ундозерское общество

### Населённые пункты
| Ежезерское общество                               |       |         |       |               |
| Поселение                                         | Семей | Человек | До ВП | Школа         |
| Пашкова при Рече озере                            | 7     | 42      | 15    | В 4,5 верстах |
| Сельга (у Темяки) при Рече озере                  | 12    | 67      | 17    | В 3 верстах   |
| Даньшина при Рече озере                           | 9     | 65      | 17    | В 3 верстах   |
| Дундукова (Сенькина) при озере Ежезере            | 10    | 81      | 18    | В 1,5 верстах |
| Ежезерский погост при озере Ежезере               | 27    | 148     | 20    | Есть          |
| Стансельга при озере Ежезере                      | 9     | 71      | 20    | В 1 версте    |
| Вертосельга у колодцев                            | 17    | 93      | 30    | В 10 верстах  |
| Лемма у колодцев                                  | 20    | 136     | 30    | В 8 верстах   |
| Лема Филина у колодцев                            | 7     | 43      | 30    | В 8 верстах   |
| Малый Шолом (Евшаки) у колодцев                   | 7     | 41      | 33    | В 5 верстах   |
| Итого                                             | 125   | 787     |       | 1             |
| Коштугское общество                               |       |         |       |               |
| Поселение                                         | Семей | Человек | До ВП | Школа         |
| 2-я Иевлевская (Мелукова) при реке Мегре          | 22    | 128     | 1,5   | Есть          |
| Люговская (Тимшина) при реке Мегре                | 26    | 160     | 1     | В 1 версте    |
| Талин сельга при реке Мегре                       | 10    | 66      | 8     | В 8 верстах   |
| Марковская (Ортева) при реке Мегре                | 24    | 155     | 0     | В 1,5 верстах |
| Алексеевская (Худякова) при реке Мегре            | 11    | 49      | 0,5   | В 2 верстах   |
| Дудниковская (Макашева) при реке Мегре            | 18    | 87      | 1     | В 2,5 верстах |
| Лукинская (Харитонова) при реке Мегре             | 21    | 121     | 1,5   | В 2,5 верстах |
| Павловская (Конец) при реке Мегре                 | 18    | 99      | 2     | В 3 верстах   |
| Пустошь Балашевская (Капранова) при реке Мегре    | 13    | 64      | 2,5   | В 4,5 верстах |
| Манойловская при реке Коште                       | 12    | 70      | 3,5   | В 4,5 верстах |
| Якушевская при реке Коште                         | 20    | 141     | 3     | В 4,5 верстах |
| Борку Скрыпкова при реке Коште                    | 1     | 8       | 3     | В 4,5 верстах |
| Голяши у колодца                                  | 14    | 95      | 9     | В 11 верстах  |
| Итого                                             | 239   | 1388    |       | 1             |
| Куштозерское общество                             |       |         |       |               |
| Поселение                                         | Семей | Человек | До ВП | Школа         |
| Павловская (Низовец) при озере Низовском          | 1     | 22      | 37    | В 14 верстах  |
| Павловская (Ивачева) у колодцев                   | 17    | 119     | 35    | В 4 верстах   |
| Павловская (Борисова) у колодцев                  | 7     | 52      | 35    | В 4 верстах   |
| Пахомовская (у Пахома) при озере Пахомовском      | 6     | 30      | 39    | В 8 верстах   |
| Афанасьевская (у Кузнеца) при озере Куштозере     | 1     | 11      | 40    | В 3 верстах   |
| Долгоножевская (Митина) при озере Куштозере       | 4     | 26      | 40    | В 3 верстах   |
| Берег (у Есина) при озере Куштозере               | 2     | 17      | 35    | В 0,25 версты |
| Парфиевская (Гора, Погост) при озере Куштозере    | 9     | 41      | 35    | В 0,25 версты |
| Ермолаевская (Погост) при озере Куштозере         | 12    | 62      | 35    | Есть          |
| Калининская (у Феоофана) при озере Куштозере      | 1     | 5       | 33    | В 3 верстах   |
| Ивановская (Илекса) при озере Куштозере           | 10    | 32      | 33    | В 3 верстах   |
| Кирилловская (Келасова) при озере Куштозере       | 20    | 100     | 30    | В 4 верстах   |
| Иней гора (Келасова) при озере Куштозере          | 9     | 54      | 30    | В 4 верстах   |
| Пустошь Долгоножевская при озере Куштозере        | 9     | 58      | 30    | В 5 верстах   |
| Угол Каменка (Угол) при озере Куштозере           | 2     | 12      | 36    | В 1 версте    |
| Итого                                             | 110   | 641     |       | 1             |
| Ундозерское общество                              |       |         |       |               |
| Поселение                                         | Семей | Человек | До ВП | Школа         |
| Мошниковская (Мушевицы) при озере Лухтозере       | 35    | 220     | 26    | В 3 верстах   |
| Неделинская (Бабина) при озере Ундозере           | 8     | 53      | 24    | В 1 версте    |
| Остров (Андреевская) при озере Ундозере           | 15    | 82      | 21,5  | В 1,5 верстах |
| Пантелеевская при озере Кочезере                  | 12    | 70      | 21    | В 2 верстах   |
| Агапитовская (Баранова) при озере Ундозере        | 5     | 39      | 22    | В 1 версте    |
| Фофановская (Залесье) у колодца                   | 4     | 30      | 23    | В 1,5 верстах |
| Над Калинкиным озером (Пушкарева) при Калин озере | 2     | 8       | 23    | В 1 версте    |
| Павловская (Исакова) при озере Салозере           | 9     | 51      | 25    | В 2 верстах   |
| Ивашевская (Яскова) при озере Салозере            | 3     | 20      | 26    | В 3 верстах   |
| Бедоносовская (Замошье) у колодца                 | 13    | 89      | 28    | В 4 верстах   |
| Среднее Ейн озеро (Гудкова) при Ейн озере         | 7     | 62      | 31    | В 7 верстах   |
| Верхнее Ейн озеро (Румянцева) при Ейн озере       | 7     | 62      | 32    | В 8 верстах   |
| Поздняковская (Мишева) при озере Салозере         | 9     | 54      | 28    | В 4 верстах   |
| Федоровская (Фалелеева) при озере Салозере        | 27    | 126     | 28    | В 4 верстах   |
| Бековская (Якушева) у колодца                     | 3     | 16      | 28    | В 4 верстах   |
| Есиповская (Сергеева) при озере Салозере          | 14    | 63      | 27    | В 4 верстах   |
| Кузнецовская (Кайно) при озере Лухтозере          | 16    | 114     | 28    | В 5 верстах   |
| Выселок у Макара при Шотом-речке                  | 1     | 7       | 30    | В 9 верстах   |
| Итого                                             | 201   | 1241    |       | 1             |

## Население
На 1890 год численность населения волости составляла 3477 человек.
На 1905 год численность населения волости составляла 4057 человек.

## Инфраструктура
Личное подсобное хозяйство с зоной сельскохозяйственного использования, индивидуальная застройка усадебного типа.
Основа экономики — сельское хозяйство. В волости на 1905 год насчитывалось 793 лошади, 1156 коров и 2740 голов прочего скота.